# Börte Czono
Börte Czono, Szary Wilk (mong. Бөртэ Чоно) – legendarny wódz mongolski, najstarszy przodek klanu Bordżygin, założyciel klanu Czono (Nukuz). Datuje się, że mógł żyć między VIII, a IX wiekiem naszej ery.

## Symbolika
Imię Börte Czono jest tłumaczone jako „Niebiesko-szary Wilk”, w literaturze często jest to jednak skracane jako „Szary Wilk”. Istnieje wiele interpretacji symbolicznych tej postaci. Zgodnie z tradycją dawnych Mongołów wilk jest symbolem płci męskiej.
Istnieje interpretacja łącząca postacie Börte Czono i jego żony z symbolami nieba i ziemi. Te postacie również są czasami nazywane pierwszymi ludźmi.

## Historia

### Tajna Historia Mongołów
Według Tajnej Historii Mongołów Börte Czono urodził się obarczony przeznaczeniem. Jego żoną była Gua Maral, Biała Łania. Razem z nią pokonał rzekę Tenggis i osiedlił się u źródła rzeki Onon na górze Burchan Chaldun. Jego synem był Batsagan (Badaczichan).
Potomkowie Börte Czono stanowili zaczątek wielu wpływowych klanów mongolskich, lecz za najważniejszy z nich uznaje się klan Bordżygin, z którego wywodził się Czyngis-Chan. Pomimo powiązania Szarego Wilka z tym klanem, nie był on jego biologicznym przodkiem, co wynikało z faktu, że jego założyciel, Bodonczar Munchag, urodził się w wyniku romansu Alan Gua z nieznanym mężczyzną innego rodu.

### Datowanie
Na podstawie domniemanego roku narodzenia Batsagana – 2. rok ery Zhenyuan, 786 r. kalendarza gregoriańskiego, mongolski historyk, Hödöögiji Perlee, ustalił, że najbardziej prawdopodobną datą narodzin Börte Czono był 758 r. Jednakże nie należy traktować tej daty jako definitywnej.